# Taissy
Taissy is een gemeente in het Franse departement Marne (regio Grand Est). De plaats maakt deel uit van het arrondissement Reims. Taissy telde op 1 januari 2022 2.202 inwoners.

## Geschiedenis
In 1359 tijdens de Honderdjarige Oorlog werden alle gebouwen in Taissy en ook in naburige gehuchten met de grond gelijk gemaakt door de Fransen in aanloop van de belegering van Reims door het Engelse leger. In januari 1360 hieven de Engelsen het beleg op bij gebrek aan voorraden. De bevolking van de gehuchten rond de stad was gevlucht.

## Geografie
De oppervlakte van Taissy bedroeg op 1 januari 2022 11,53 vierkante kilometer; de bevolkingsdichtheid was toen 191 inwoners per km².

## Demografie
Onderstaande figuur toont het verloop van het inwonertal (bron: INSEE-tellingen).